# Phyllosticta rhamnicola
Phyllosticta rhamnicola är en svampart som beskrevs av Desm. 1847. Phyllosticta rhamnicola ingår i släktet Phyllosticta och familjen Botryosphaeriaceae.   Inga underarter finns listade i Catalogue of Life.